# Liste der Bodendenkmäler in Falkenberg (Niederbayern)
Auf dieser Seite sind die Bodendenkmäler in der niederbayerischen Gemeinde Falkenberg zusammengestellt. Diese Tabelle ist eine Teilliste der Liste der Bodendenkmäler in Bayern. Grundlage ist die Bayerische Denkmalliste, die auf Basis des Bayerischen Denkmalschutzgesetzes vom 1. Oktober 1973 erstmals erstellt wurde und seither durch das Bayerische Landesamt für Denkmalpflege geführt wird. Die folgenden Angaben ersetzen nicht die rechtsverbindliche Auskunft der Denkmalschutzbehörde.

## Bodendenkmäler in Falkenberg
| Lage       | Objekt | Akten-Nr.     | Bild |
| ---------- | --- | ------------- | ---- |
| (Standort) | Burgstall des hohen oder späten Mittelalters („Schloßberg“). | D-2-7542-0009 |      |
| (Standort) | Befestigung vor- und frühgeschichtlicher Zeitstellung. | D-2-7542-0010 |      |
| (Standort) | Schürfgrubenfeld vor- und frühgeschichtlicher Zeitstellung. | D-2-7542-0011 |      |
| (Standort) | Schürfgrubenfeld vor- und frühgeschichtlicher Zeitstellung. | D-2-7542-0012 |      |
| (Standort) | Ringwall des frühen Mittelalters („Römerschanze“). | D-2-7542-0013 |      |
| (Standort) | Siedlung vor- und frühgeschichtlicher Zeitstellung. | D-2-7542-0014 |      |
| (Standort) | Verebnetes rundes Grabenwerk vor- und frühgeschichtlicher Zeitstellung. | D-2-7542-0015 |      |
| (Standort) | Viereckschanze der späten Latènezeit („Das Gföhret“). | D-2-7542-0016 |      |
| (Standort) | Niederungsburgstall des hohen oder späten Mittelalters. | D-2-7542-0018 |      |
| (Standort) | Untertägige mittelalterliche und frühneuzeitliche Befunde und Funde im Bereich der katholischen Pfarrkirche St. Laurentius von Falkenberg und ihrer Vorgängerbauten sowie der abgegangenen Friedhofskapelle.      | D-2-7542-0034 |      |
| (Standort) | Untertägige mittelalterliche und frühneuzeitliche Befunde und Funde im Bereich der katholischen Wallfahrtskirche St. Valentin in Diepoltskirchen.                                                                 | D-2-7542-0039 |      |
| (Standort) | Untertägige mittelalterliche und frühneuzeitliche Befunde und Funde im Bereich der katholischen Pfarrkirche Mariä Himmelfahrt in Taufkirchen und ihrer Vorgängerbauten sowie einer abgegangenen Friedhofskapelle. | D-2-7542-0041 |      |
| (Standort) | Untertägige mittelalterliche und frühneuzeitliche Befunde und Funde im Bereich des ehemaligen Schlosses von Taufkirchen (heute Pfarrhof).                                                                         | D-2-7542-0042 |      |
| (Standort) | Untertägige mittelalterliche und frühneuzeitliche Befunde und Funde im Bereich der katholischen Filialkirche St. Martin in Heißprechting.                                                                         | D-2-7542-0051 |      |
| (Standort) | Untertägige mittelalterliche und frühneuzeitliche Befunde und Funde im Bereich der katholischen Pfarrkirche St. Ulrich in Zell.                                                                                   | D-2-7542-0103 |      |
| (Standort) | Untertägige spätmittelalterliche und frühneuzeitliche Befunde und Funde im Bereich der katholischen Filialkirche St. Stephan in Horading.                                                                         | D-2-7542-0104 |      |
| (Standort) | Untertägige mittelalterliche und frühneuzeitliche Befunde und Funde im Bereich des ehemaligen Schlosses von Plöcking und des zugehörigen Wirtschaftshofes.                                                        | D-2-7542-0114 |      |
| (Standort) | Burgstall des hohen und späten Mittelalters. | D-2-7542-0118 |      |
| (Standort) | Untertägige mittelalterliche und frühneuzeitliche Befunde und Funde im Bereich der katholischen Filialkirche St. Maria von Wald und ihrer Vorgängerbauten mit einem wohl befestigten Sitz.                        | D-2-7542-0124 |      |